# Powerful-Klasse
Die Powerful-Klasse war eine Klasse von zwei Geschützten Kreuzern der britischen Marine, die von 1897 bis 1912 in Dienst stand.

## Entwicklungsgeschichte
Die Schiffe der Klasse sollten vor allem Handelsstörer jagen und im Einzelgefecht die Kreuzer anderer Marinen schlagen. Ihre Gegner wurden in den französischen Panzerkreuzern und dem russischen Panzerkreuzer Rurik und seinen abgewandelten Nachbauten gesehen.

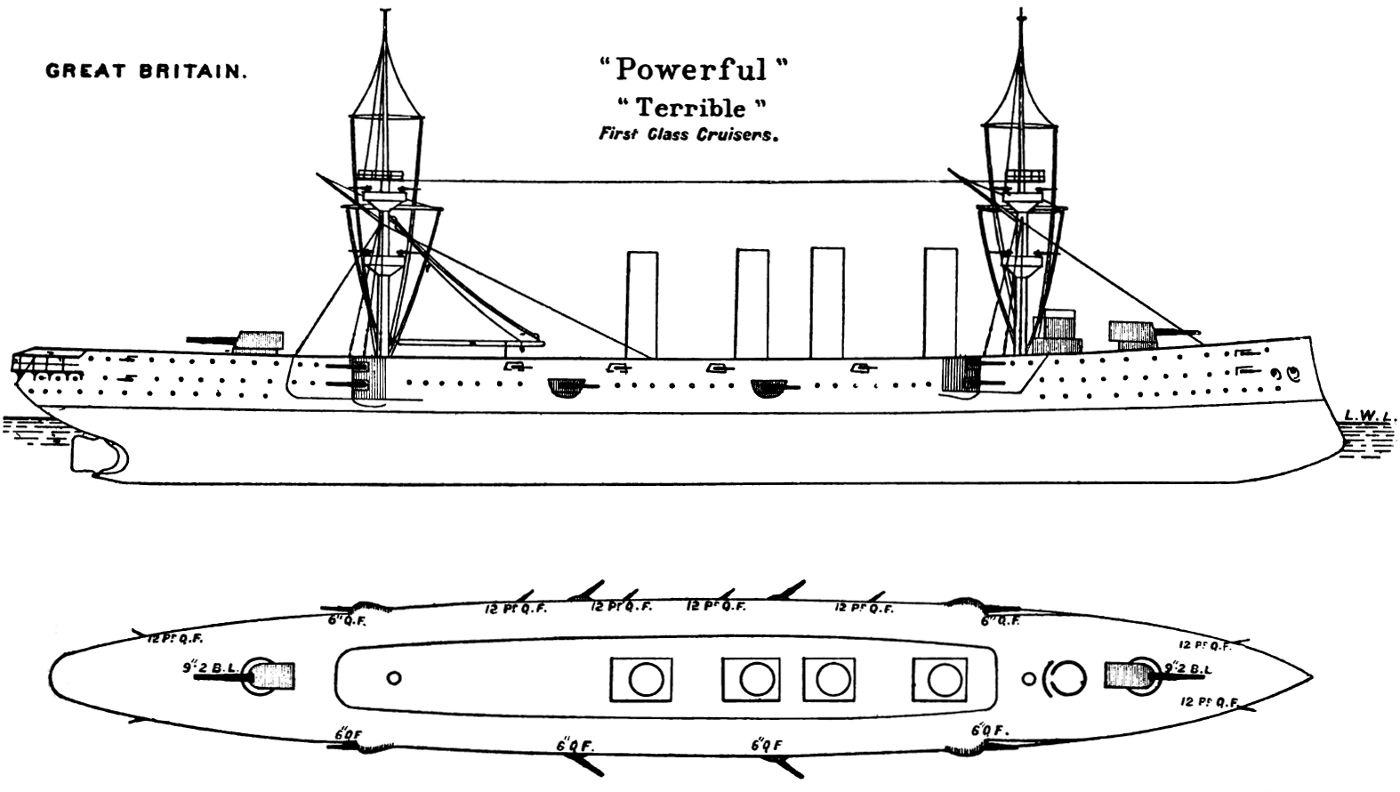
Plan der Powerful-Klasse aus Brassey’s Naval Annual 1897

Als schwere Bewaffnung erhielten die Kreuzer zwei neu entwickelte 9.2"-Einzelgeschütze als Bug- und Heckgeschütz, da man von dieser Waffe sich noch eine Wirkung auch gegen Linienschiffe erwartete. Dazu kam eine Batterie von zwölf 6"-Schnellladegeschützen in vier Doppel-Kasematten übereinander in den Endpositionen an jeder Seite und dazwischen zwei tiefliegenden Einzelkasematten je Seite. Die unteren acht Kasemattgeschütze lagen relativ nah zur Wasserlinie und konnten nur bei ruhiger See wirksam eingesetzt werden.
Die leichtere Bewaffnung war vor allem auf dem Oberdeck aufgestellt.
Die beiden Schwesterschiffe verdrängten 14200 tn.l., waren 500 ft. in der Wasserlinie lang und hatten als erste britische Kreuzer vier Schornsteine hintereinander. Den Antrieb besorgten zwei vierzylindrige Dreifach-Expansionsmaschinen von insgesamt 25000 PS auf zwei Wellen, die vom 48 Belleville-Wasserrohrkesseln mit Dampf versorgt wurden.
Die Powerful erreichte bei ihrem Abnahmetest eine Höchstgeschwindigkeit von 21,8 Knoten bei 25.866 PSi Antriebsleistung bei relativ schlechtem Wetter und eine 30-Stundenleistung von 20,6 kn bei 18.433 PSi. 
Die Terrible erreichte bei ihrem Abnahmetest eine Höchstgeschwindigkeit von 22,4 Knoten bei 25572 PSi Antriebsleistung und eine 30-Stundenleistung von 20,96 kn bei 18493 PSi.

## Einheiten
| Name     | Bauwerft                        | Kiellegung       | Stapellauf    | Indienststellung | Verbleib |
| -------- | ------------------------------- | ---------------- | ------------- | ---------------- | --- |
| Terrible | John Brown & Company, Clydebank | 21. Februar 1894 | 27. mai 1795  | 24. März 1898    | Ab 1909 Nutzung als Wohnschiff; 1920 umbenannt in Fisgard III und Nutzung als Schulschiff, 1932 zum Abbruch verkauft                           |
| Powerful | Vickers, Barrow-in-Furness      | 10. März 1894    | 24. Juli 1895 | 8. Juni 1897     | Ab 1912 in Reserve und Nutzung als Schulschiff; 1919 umbenannt in Impregnable, 1929 Streichung aus dem Schiffregister und zum Abbruch verkauft |